# Anoba microphaea
Anoba microphaea là một loài bướm đêm trong họ Erebidae.